# James E. Humphreys
James Edward Humphreys (né le 10 décembre 1939 à Érié et mort le 27 août 2020 à Leeds (en)) est un mathématicien américain spécialiste des groupes algébriques, des groupes de Lie, des algèbres de Lie et des applications de ces structures. Il est connu pour être l'auteur de manuels sur ces théories, tels que Introduction to Lie Algebras and Representation Theory, et Reflection Groups de réflexion and Coxeter groups.
Quelques semaines après avoir contracté la COVID-19 pendant la pandémie de COVID-19 dans le Massachusetts (en), Humphreys meurt le 27 août 2020 à l'âge de quatre-vingts ans.

## Formation
Humphreys fait ses études primaires et secondaires à Érié, en Pennsylvanie, puis il étudie à l'Oberlin College où il obtient une licence en 1961 puis, à partir de 1961, il étudie la philosophie et les mathématiques à l'université Cornell. À l'université Yale, il obtient une maîtrise en 1964 et soutient son doctorat en 1966 sous la direction de George Seligman (en) avec une thèse intitulée Algebraic Lie algebras over fields of prime characteristic (« Algèbres de Lie algébriques sur les corps de caractéristique finie »).

## Carrière
En 1966, il devient professeur assistant à l'université de l'Oregon et en 1970, professeur associé à l'université de New York. En 1974, il est recruté comme professeur associé à l'université du Massachusetts à Amherst avant d'être promu professeur titulaire en 1976 ; il y prend sa retraite en 2003 comme professeur émérite. En 1968-1969 et en 1977, il est chercheur invité à l'Institute for Advanced Study à Princeton et en 1969-1970 au Courant Institute of Mathematical Sciences de l'université de New York. En 1985, il est professeur invité à l'université Rutgers.

## Prix et récompenses
Humphreys est lauréat du prix Lester R. Ford pour la publication Representations of {\displaystyle \operatorname {SL} (2,p)} en 1976.

## Publications choisies
- James E. Humphreys, Arithmetic Groups, Springer Verlag, coll. « Lecture Notes in Mathematics » (no 789), 1980, x+162 p. (ISBN 978-3-540-09972-7, DOI 10.1007/BFb0094567)(d'après des cours donnés au Courant Institute en 1971)
- James E. Humphreys, Conjugacy classes in semisimple algebraic groups, American Mathematical Society, coll. « Mathematical Surveys and Monographs » (no 43), 1995, 196 p. (ISBN 978-0-8218-5276-7, présentation en ligne, lire en ligne)[8]
- James E. Humphreys, Introduction to Lie Algebras and Representation Theory, Springer Verlag, coll. « Graduate Texts in Mathematics » (no 9), 1972, xiii+173 p. (ISBN 978-0-387-90053-7 et 978-0-387-90052-0, DOI 10.1007/978-1-4612-6398-2, lire en ligne)(traduit en chinois et en russe)
- James E. Humphreys, Linear Algebraic Groups, Springer Verlag, coll. « Graduate Texts in Mathematics » (no 21), 1998 (1re éd. 1974), xvi+248 p. (ISBN 978-0-387-90108-4 et 978-1-4684-9445-7, DOI 10.1007/978-1-4684-9443-3, MR 0396773)(traduit en russe)
- James E. Humphreys, Ordinary and modular representations of Chevalley groups, Springer Verlag, coll. « Lecture Notes in Mathematics » (no 528), 1976, iii+131 p. (ISBN 978-3-540-07796-1, DOI 10.1007/BFb0079105, MR 0453884)
- James E. Humphreys, Modular representations of finite groups of Lie type, Cambridge University Press, coll. « London Mathematical Society Lecture Note Series » (no 326), 2005, xvi+233 p. (ISBN 9780511525940, DOI 10.1017/CBO9780511525940)[9]
- James E. Humphreys, Reflection Groups and Coxeter Groups, Cambridge University Press, coll. « Cambridge Studies in Advanced Mathematics » (no 29), 1990, xii+204 p. (ISBN 9780511623646, DOI 10.1017/CBO9780511623646, MR 1066460, lire en ligne)
- James E. Humphreys, Representations of semisimple Lie algebras in the BGG category {\displaystyle {\mathcal {O}}}, American Mathematical Society, coll. « Graduate Studies in Mathematics » (no 94), 2008, 289 p. (lire en ligne)[10]
- James E. Humphreys, « Modular representations of simple Lie algebras », Bull. Amer. Math. Soc. (N.S.), vol. 35,‎ 1998, p. 105-122 (DOI 10.1090/S0273-0979-98-00749-6)
- James E. Humphreys, « Modular representations of classical Lie algebras », Bull. Amer. Math. Soc., vol. 76,‎ 1970, p. 878-882 (DOI 10.1090/S0002-9904-1970-12594-0)
- James E. Humphreys, Algebraic groups and modular Lie algebras, American Mathematical Society, coll. « Memoirs of the AMS » (no 71), 1967 (ISBN 978-1-4704-0019-4, présentation en ligne)
- James E. Humphreys, « Hilbert's fourteenth problem », American Mathematical Monthly, vol. 85,‎ 1978, p. 341-353 (DOI 10.1080/00029890.1978.11994590)
- James E. Humphreys, « Representations of {\displaystyle \operatorname {SL} (2,p)} », Amer. Math. Monthly, vol. 82,‎ 1975, p. 21-39 (DOI 10.1080/00029890.1975.11993765, lire en ligne)
- James E. Humphreys, « Highest weight modules for semisimple Lie algebras », dans Vlastimil Dlab et Peter Gabriel, Representation Theory I: Proceedings of the Workshop on the Present Trends in Representation Theory, Ottawa, Carleton University, August 13-18, 1979, Springer Verlag, coll. « Lecture Notes in Mathematics » (no 831), 1er octobre 1980 (ISBN 978-3-540-10263-2, DOI 10.1007/BFb0089779), p. 72-103